# Peter Häberle
Peter Häberle (* 13. Mai 1934 in Göppingen) ist ein deutscher Jurist und emeritierter Professor für öffentliches Recht an der Universität Bayreuth.

## Leben

### Ausbildung
Peter Häberle wurde als Sohn des Mediziners Hugo Häberle und dessen Frau Ursula, geb. Riebensahm, im württembergischen Göppingen geboren und wuchs in einem musikalischen Elternhaus auf. Sein Großvater, Johannes Häberle, war Bäckermeister in Göppingen. Nach dem Abitur an der Hohenstaufen-Oberschule in Göppingen 1953 studierte Häberle Rechtswissenschaften an den Universitäten Tübingen, Bonn, Freiburg im Breisgau und Montpellier. Ende 1957 legte er in Freiburg die erste juristische Staatsprüfung ab und trat im Frühjahr 1958 in den juristischen Vorbereitungsdienst des Landes Baden-Württemberg. Im Juli 1961 wurde Häberle in Freiburg bei Konrad Hesse mit einer Arbeit über Die Wesensgehaltgarantie des Art. 19 Abs. 2 Grundgesetz. Zugleich ein Beitrag zum institutionellen Verständnis der Grundrechte und zur Lehre vom Gesetzesvorbehalt promoviert (Zweitgutachter war Erik Wolf). Die 1962 erschienene Studie wurde in der Staatsrechtswissenschaft viel beachtet und war Gegenstand kontroverser Debatten. Sie erschien 1983 in stark erweiterter, dritter Auflage. In Freiburg war Häberle auch für Horst Ehmke als Assistent tätig.

### Wirken
Nach der Habilitation 1969 in Freiburg mit der Schrift Öffentliches Interesse als juristisches Problem wurde Häberle, nach einer Lehrstuhlvertretung in Tübingen, in Marburg zum ordentlichen Professor ernannt. Später folgten Berufungen nach Augsburg und Bayreuth, wo er 2002 emeritiert wurde. Daneben war Häberle zwanzig Jahre lang ständiger Gastprofessor für Rechtsphilosophie an der Universität St. Gallen.
Häberle widmete sein wissenschaftliches Wirken später vermehrt der als Kulturwissenschaft begriffenen vergleichenden Verfassungslehre; seine Monographien Verfassungslehre als Kulturwissenschaft und Das Menschenbild im Verfassungsstaat wurden mehrfach neu aufgelegt.
Viel Beachtung fand seine Lehre von der Rechtsvergleichung als „fünfte Auslegungsmethode“ (auch in der ausländischen höchstrichterlichen Judikatur, wie z. B. Liechtenstein) und vom „status activus processualis“, die offenkundig auch das erste Numerus-clausus-Urteil des Bundesverfassungsgerichts beeinflusste, sowie vom „Parlamentsvorbehalt“ und vom „Religionsverfassungsrecht“.
Der Rechtswissenschaftler gilt, auch wegen seines 1982 entwickelten kulturwissenschaftlichen Ansatzes, wie er im Urteil vom 29. Oktober 2013 vom obersten Gericht Argentiniens übernommen wurde, als Pionier internationaler Zusammenarbeit. So hat er beispielsweise auf der Grundlage seines wissenschaftlichen Werkes in Polen und Estland die Parlamentsberatungen bei der Entwicklung der neuen Verfassungen begleitet und im Februar 1998 auf Einladung des Verfassungsgerichts der Ukraine wissenschaftlich beratend gewirkt.
Peter Häberles langfristiger Einfluss auf den rechtswissenschaftlichen Diskurs zeigt sich insbesondere durch die Prägung vieler Begrifflichkeiten, z. B. „Grundrechtspolitik“ (1971), „Parlamentsvorbehalt“ (1974), „Religionsverfassungsrecht“ (1976), „Status activus processualis“ (1971) sowie „Verfassungskultur“ (1982). Ferner zeigt er sich durch die Übersetzungen einiger seiner Werke in 13 verschiedene Sprachen. Seine Bedeutung für das deutsche öffentliche Recht äußert sich auch in seiner – auch nach seiner Emeritierung bis zum Jahr 2014 fortgesetzten – Herausgebertätigkeit des Jahrbuchs des öffentlichen Rechts der Gegenwart (seit 1983).
Peter Häberle steht als Schüler von Konrad Hesse auch in der Tradition der Smend-Schule, zu der er sich in seinen grundlagentheoretischen Arbeiten auch klar bekennt, gleichzeitig auch zu Hermann Heller.
Neben einer deutschen wurde ihm zu dem siebzigsten Geburtstag auch eine zweite, international ausgerichtete Festschrift dargebracht. Besonders in Brasilien werden sowohl in der juristischen Literatur als auch in der Judikatur des Obersten Bundesgerichtshofs (Supremo Tribunal Federal) viele Begriffsschöpfungen von Peter Häberle übernommen, etwa die „Lehre von der offenen Gesellschaft der Verfassungsinterpreten“ (1975), das „Verständnis des Verfassungsprozessrechts als Partizipationsrecht“ (1976) sowie das „Paradigma vom kooperativen Verfassungsstaat“ (1978).

### Wissenschaftliche Kritik
Insbesondere Häberles Thesen zur Grundrechtsdogmatik haben oft heftigen Widerspruch gefunden; sie werden von deutschen Juristen zum Teil als zu sozialwissenschaftlich angesehen; hingegen haben sie zugleich dazu geführt, dass Häberle im lateinamerikanischen Raum sehr hohes Ansehen genießt. Häberles Thesen waren Auslöser für eine lebhafte Diskussion.
Seine grundrechtsdogmatischen Thesen vertiefte Häberle im Rahmen seines Referates Grundrechte im Leistungsstaat auf der Staatsrechtslehrertagung 1971 in Regensburg. Auch hier wurde ihm vorgeworfen, die abwehrrechtliche Seite der Grundrechte zu sehr zu vernachlässigen.
Häberle ist Mitglied der Vereinigung der Deutschen Staatsrechtslehrer. Hierbei setzte er sich in der Vergangenheit wiederholt entscheidend für die Aufnahme liberaler und linker Kandidaten ein.

### Plagiatsaffäre Guttenberg
Peter Häberle betreute an der Universität Bayreuth als Doktorvater von etwa 2000 bis 2007, somit über seine 2002 erfolgte Emeritierung hinaus, die Dissertation des CSU-Politikers Karl-Theodor zu Guttenberg. Die Arbeit mit dem Titel Verfassung und Verfassungsvertrag. Konstitutionelle Entwicklungsstufen in den USA und der EU wurde 2006 durch die Rechts- und Wirtschaftswissenschaftliche Fakultät der Universität angenommen und Anfang 2007 mit der Bestnote „summa cum laude“ bewertet. Zweitgutachter war Rudolf Streinz. Im Februar 2011 geriet Guttenbergs Dissertation, ausgelöst durch Plagiatsvorwürfe des Bremer Staatsrechtsprofessors Andreas Fischer-Lescano, in die öffentliche Kritik.
Häberle, der von Fischer-Lescano noch vor der ersten Veröffentlichung informiert worden war, wies die Vorwürfe, die Doktorarbeit sei ein Plagiat, in einer ersten Stellungnahme als „absurd“ zurück. Er habe die Arbeit in zahlreichen Beratungsgesprächen eingehend kontrolliert. Verbunden mit hoher medialer Aufmerksamkeit kam es in der Folge zu weiteren Vorwürfen und die „Plagiatsaffäre Guttenberg“ löste eine politische Affäre in Deutschland aus, mit der sich der Deutsche Bundestag am 23. Februar 2011 befasste. Nachdem die Universität Bayreuth erhebliche Verstöße gegen die wissenschaftlichen Pflichten zur Kennzeichnung von Quellen und Zitaten festgestellt hatte, wurde Guttenberg der Doktorgrad am 23. Februar 2011 aberkannt.
In einer Erklärung, die am 28. Februar 2011 bekannt wurde, bezeichnete Häberle die Mängel in Guttenbergs Dissertation als „schwerwiegend und nicht akzeptabel“. Sie widersprächen dem, was er „vorzuleben und auch gegenüber […] [s]einen Doktoranden zu vermitteln bemüht war“; die Aberkennung des Doktorgrades sei eine „notwendige Folge“ gewesen. In seiner ersten und „letztlich zu vorschnellen Reaktion“ habe er „ohne Detailkenntnis der konkreten Vorwürfe das Ausmaß nicht absehen“ können.
Am 9. März 2011 wurde vorgebracht, dass zu Guttenberg auch seinen Doktorvater in 29 Fällen plagiiert habe, jedoch nur Quellennachweise aus Fußnoten.
Häberle wurde von der Kommission „Selbstkontrolle in der Wissenschaft“ der Universität Bayreuth, die den Plagiatsverdacht untersuchte, angehört. Die Kommission bewertete Häberles Gutachten als „solide erstellt und in sich plausibel“. Von den Gutachtern könne man „nicht erwarten, dass sie den Doktoranden ‚beaufsichtigen‘“, so dass diese keine Mitverantwortung für wissenschaftliches Fehlverhalten treffe. Auch sie seien getäuscht worden. Allerdings sei für die Kommission „nicht zu erkennen, welches die hervorstechenden Thesen oder die besonderen Ergebnisse der Arbeit sind, derentwegen die Vergabe der Höchstnote gerechtfertigt erschien.“

## Ehrungen und Auszeichnungen
Insgesamt erhielt Peter Häberle sieben ausländische Ehrendoktorate. 1994 erhielt er die Ehrendoktorwürde der Rechtswissenschaftlichen Fakultät der Aristoteles-Universität Thessaloniki, im Jahre 2000 und 2003 folgten die jeweiligen Fakultäten der Universität Granada und der Katholischen Universität Lima, 2005 die Universität Brasília, 2007 die Universität Lissabon und 2009 die Universität Tiflis sowie die Universität Buenos Aires.
Häberle ist Großoffizier der Italienischen Republik und wurde mit Ehrenmedaillen der Verfassungsgerichte in Rom und Lima ausgezeichnet. Seit 1998 ist er ordentliches Mitglied der Bayerischen Akademie der Wissenschaften und seit 1996 korrespondierendes Mitglied der Heidelberger Akademie der Wissenschaften. 2007 wurde er Mitglied der Nationalen Akademie für Rechts- und Sozialwissenschaften Argentinien. 1992/1993 war er Fellow am Wissenschaftskolleg zu Berlin.
1997 erhielt er das Verdienstkreuz am Bande des Verdienstordens der Bundesrepublik Deutschland, 1998 den Max-Planck-Forschungspreis.
Am 11. Juli 2007 wurde er vom bayerischen Ministerpräsidenten Edmund Stoiber mit dem Bayerischen Verdienstorden ausgezeichnet. 2009 erhielt er das Ehrenkreuz der römischen Universität La Sapienza und wurde 2010 vom österreichischen Bundespräsidenten mit dem Ehrenkreuz für Wissenschaft und Kunst I. Klasse ausgezeichnet.
Die Universität Granada hat 2010 ein rechtswissenschaftliches Institut nach Häberle benannt, ebenso die Universität Brasília 2011.
2011 bekam Peter Häberle in Brasília den höchsten Orden für Ausländer Cruzeiro do Sul verliehen, den der brasilianische Außenminister übergab. Ebenso wurde er 2011 in geheimer Wahl einstimmig als erster ausländischer Staatsrechtslehrer in die italienische Staatsrechtslehrervereinigung gewählt.
Zum achtzigsten Geburtstag veranstaltete die Universität Lissabon 2014 ein internationales Kolloquium, schon zuvor die Universität La Sapienza ein solches in Rom (2013) und ebenso die Universität Montpellier (2013). 2014 wurde ihm der internationale „Héctor Fix-Zamudo Preis“ von der Universität Mexiko-Stadt für herausragende rechtswissenschaftliche Leistungen sowie die Ehrenmedaille der Universität Lissabon verliehen.
Am 23. Januar 2025 wurde in Madrid das zu Ehren von Peter Häberle errichtete „Centro de Investigación de Derecho Constitucional Peter Häberle de la UNED (Universidad Nacional de Educación a Distancia)“ feierlich eröffnet.

## Schriften (Auswahl)
- Die Wesensgehaltgarantie des Art. 19 Abs. 2 Grundgesetz. Zugleich ein Beitrag zum institutionellen Verständnis der Grundrechte und zur Lehre vom Gesetzesvorbehalt. Müller, Karlsruhe 1962 (Zugl.: Freiburg (Breisgau), Univ., Diss., 1961).
- Öffentliches Interesse als juristisches Problem. Eine Analyse von Gesetzgebung und Rechtsprechung. Athenäum, Bad Homburg 1970 (Zugl.: Freiburg (Breisgau), Univ., Habil.-Schr., 1968).
- Grundrechte im Leistungsstaat. In: VVDStRL 30 (1972), S. 43 ff.
- Die offene Gesellschaft der Verfassungsinterpreten. In: JZ 1975, S. 297 ff.
- Kommentierte Verfassungsrechtsprechung. Athenaeum, Königstein/Ts. 1979.
- Kulturpolitik in der Stadt – ein Verfassungsauftrag. Decker & Müller, Heidelberg 1979.
- Die Verfassung des Pluralismus. Studien zur Verfassungstheorie der offenen Gesellschaft. Athenäum, Königstein/Ts. 1980.
- Klassikertexte im Verfassungsleben. De Gruyter, Berlin 1981. Übersetzung ins Portugiesische 2016.
- Erziehungsziele und Orientierungswerte im Verfassungsstaat. Alber, Freiburg i.Br. 1981.
- Rezensierte Verfassungsrechtswissenschaft. Duncker und Humblot, Berlin 1982.
- Das Grundgesetz der Literaten. Nomos, Baden-Baden 1983.
- Gemeineuropäisches Verfassungsrecht. In: EuGRZ 1991, S. 261 ff.
- Rechtsvergleichung im Kraftfeld des Verfassungsstaates – Methoden und Inhalte, Kleinstaaten und Entwicklungsländer, Duncker und Humblot, Berlin 1992.
- Europäische Rechtskultur. Versuch einer Annäherung in zwölf Schritten. Nomos, Baden-Baden 1994.
- Europäische Rechtskultur, Nomos, Baden-Baden 1994.
- Europäische Verfassungslehre in Einzelstudien, Nomos, Baden-Baden 1999.
- Das Prinzip der Subsidiarität aus der Sicht der vergleichenden Verfassungslehre. In: AöR 119 (1994), S. 169–206.
- Wahrheitsprobleme im Verfassungsstaat. Nomos, Baden-Baden 1995. Übersetzungen ins Japanische, Italienische, Spanische und ins Portugiesische.
- Verfassungslehre als Kulturwissenschaft. 2. Auflage, Duncker und Humblot, Berlin 1998. Teilübersetzt ins Spanische (Teoría de la Constitutión como ciencia de la cultura, 2000), Italienische (Per una dottrina della costituzione come scienza della cultura, 2001) und Japanische (in: Kobe Law Journal 50, Nr. 4, März 2001).
- Verfassung als öffentlicher Prozeß (= SöR, Band 353), Duncker und Humblot, Berlin 1978, 3. Auflage, Berlin 1998.
- Gibt es eine europäische Öffentlichkeit? De Gruyter, Berlin 2000.
- Kleine Schriften. Hrsg. von Wolfgang Graf Vitzthum, Duncker und Humblot, Berlin 2002.
- Pluralismo y constitucion. Estudios de teoriá constitucional de la sociedad abierta. Tecnos-Verlag, Madrid 2002, 2. Auflage 2013.
- L’Etat Constitutionnel. Paris 2004.
- Nueve Ensayos Constitucionales y una Lección Jubilar. Lima 2004.
- Conversaciones Académicas con Peter Häberle. Hrsg. von D. Valadés, UNAM, Mexiko-Stadt 2006 (2., erweiterte Aufl. 2017; Übersetzung ins Portugiesische, Brasília 2008).
- Der Sonntag als Verfassungsprinzip. 2. Auflage, Duncker und Humblot, Berlin 2006.
- Estado Constitucional Cooperativo. São Paulo 2007.
- El Estado constitucional. Buenos Aires 2007.
- Nationalhymnen als kulturelles Identitätselement des Verfassungsstaates. Duncker und Humblot, Berlin 2007, 2. Aufl. 2013.
- Nationalflaggen. Bürgerdemokratische Identitätselemente und internationale Erkennungssymbole. Duncker und Humblot, Berlin 2008.
- Das Menschenbild im Verfassungsstaat. 4. Auflage, Duncker und Humblot, Berlin 2008.
- Constitução e cultura, O Direito ao Feriado … Lumen Juris, Rio de Janeiro 2008.
- Verfassungsvergleichung in europa- und weltbürgerlicher Absicht. Duncker und Humblot, Berlin 2009.
- Pädagogische Briefe an einen jungen Verfassungsjuristen. Mohr Siebeck, Tübingen 2010.
- Europäische Verfassungslehre. Erw. und überarb. 7. Auflage, Nomos, Baden-Baden 2011.
- Europäische Verfassungslehre. 7. Auflage, Nomos, Baden-Baden 2011.
- Erinnerungskultur im Verfassungsstaat. Duncker und Humblot, Berlin 2011.
- Musik und „Recht“ – auf dem Forum der Verfassungslehre als Kulturwissenschaft. In: JöR 60 (2012), S. 205.
- Die Chinesische Charta 08 – auf dem Forum der Verfassungslehre als Kulturwissenschaft. In: JöR 60 (2012), S. 329.
- Der „arabische Frühling“ (2011) – in den Horizonten der Verfassungslehre als Kulturwissenschaft. In: JöR 60 (2012), S. 605.
- Cartas pedagogicas a un joven constitucionalista. Comp. N. Bernal Cano (European Research Center of Comparative Law), Bissendorf 2013. 2. Auflage 2014.
- Der kooperative Verfassungsstaat – aus Kultur und als Kultur, Vorstudien zu einer universalen Verfassungslehre. Duncker und Humblot, Berlin 2013 (Stichwort: „Im Kontext der Teilverfassungen des Völkerrechts“).
- Verfassungsgerichtsbarkeit – Verfassungsprozessrecht, Duncker und Humblot, Berlin 2014 (Übersetzung ins Japanische: Verfassungsgerichtsbarkeit im Pluralismus, Tokio 2014).
- Individuelle und gesellschaftliche Verantwortung. Kommentierung zu Art. 6 der Schweizer Bundesverfassung, 3. Auflage, 2014.
- Fünf Krisen im EU-Europa – Weltweite Implikationen, Möglichkeiten und Grenzen der Verfassungstheorie für Europa. In: AVR 53 (2015), 4, S. 409.
- Vergleichende Verfassungstheorie und Verfassungspraxis. Letzte Schriften und Gespräche. Duncker und Humblot, Berlin 2016.
- Europäische Verfassungslehre (zus. mit Markus Kotzur). 8. Aufl., Nomos, Baden-Baden 2016.
- „Die Kultur des Friedens“ – Thema der universalen Verfassungslehre – Oder: Das Prinzip Frieden. Duncker und Humblot, Berlin 2017.
- Ein afrikanisches Verfassungs- und Lesebuch – mit vergleichender Kommentierung. Duncker und Humblot, Berlin 2019.
- Ein lateinamerikanisches Verfassungs-, Lese- und Lebensbuch – im Kontext einer universalen Verfassungslehre. Duncker und Humblot, Berlin 2021.